# 富田の焼き蛤

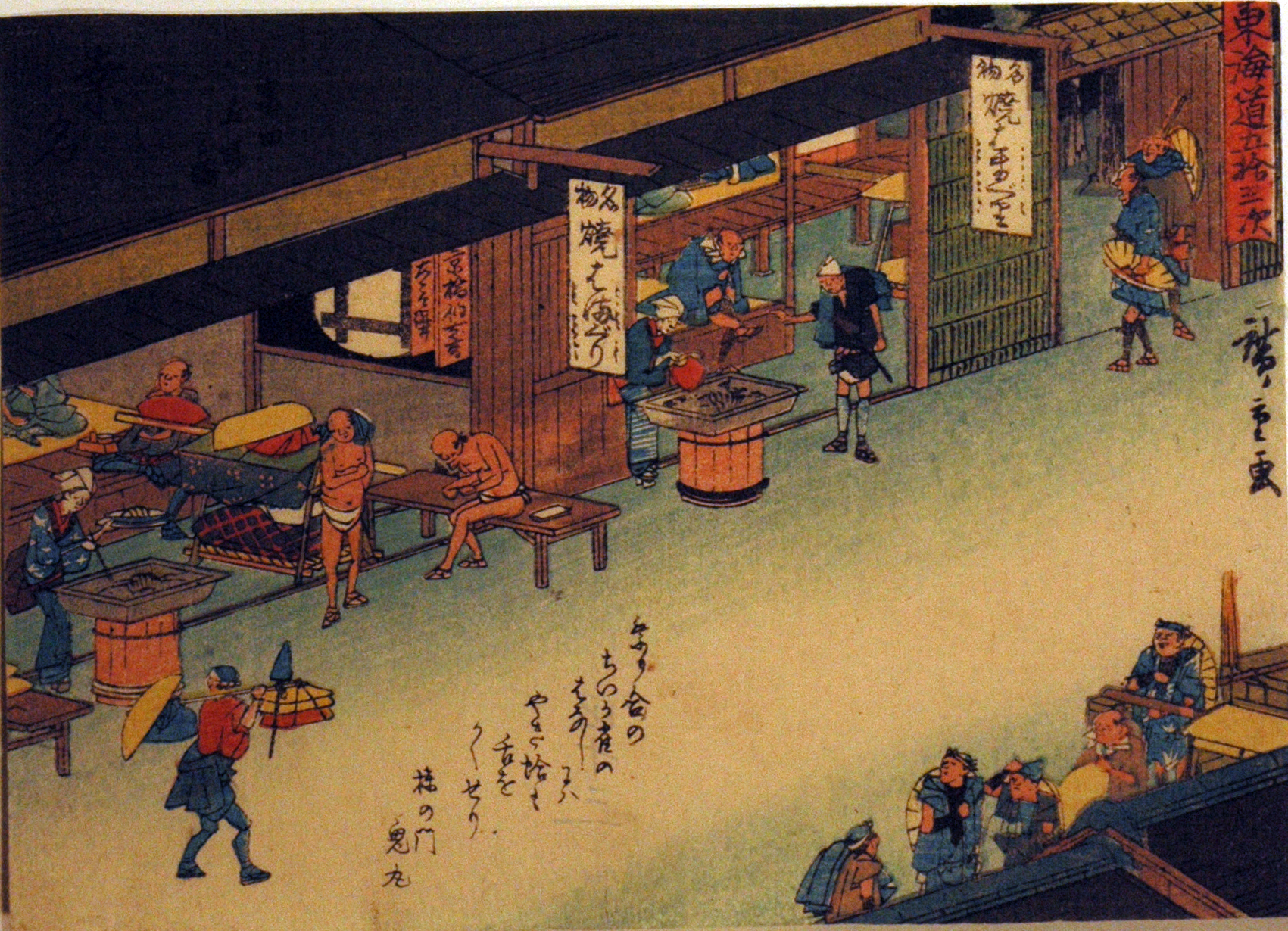
歌川広重筆 『東海道五十三次（狂歌入東海道） 桑名 富田立場之図』富田立場での焼き蛤売りの情景。

富田の焼き蛤（とみだのやきはまぐり）は、四日市市富田地区の名物食品だった郷土料理である。
江戸時代の桑名藩領朝明郡富田（東富田村・西富田村）の蛤料理で、桑名藩領であったため、「桑名の焼き蛤」と呼ばれるようになった。
江戸時代は盛んであった「富田の焼き蛤」であったが、現在では焼き蛤料理は富田地区には存在しない。

## 歴史
- 東海道五十三次の桑名藩の桑名と天領の四日市にそれぞれあった宿場、桑名宿と四日市宿には、以下の旅館などの宿泊施設があった。

1. 本陣
2. 脇本陣（身分の高い人や大名が宿泊する宿）
3. 旅籠（一般の旅人が宿泊する宿）

- その桑名宿と四日市宿の中間には立場や間の宿といわれる立場茶屋があった。

立場とは、元々は駕籠を担ぐときの杖を立てた所という意味で、駕籠かきや人足（荷物を運ぶ人）の休憩所をいう。
桑名宿と四日市宿の中間には小向立場⇒松寺立場⇒富田立場⇒羽津立場⇒三ツ谷立場の5つの立場があった。
富田の焼き蛤が焼き蛤の中では一番有名で、富田の焼き蛤を桑名藩領であった事から富田ではなくて『桑名の焼き蛤』という。
『富田の焼き蛤』を詠んだ「蛤の焼かれて鳴くやホトトギス」の句は江戸時代に旅籠の尾張屋の店先で詠まれたとして有名で、現在その句碑が富田浜に残されている。
江戸時代富田の名物として有名になったのが焼き蛤で、東海道五十三次沿いの桑名藩領富田の賑わいを描いた書物の挿絵に「蛤の焼かれて啼なくや渡鳥のホトトギス」と記述されていた。焼き蛤の香ばしい匂いが富田立場中に立ち込めていた。
- 『富田の焼き蛤』は伊勢参りの参拝客と江戸～京都間の東海道の旅人をひきつけた。

伊勢神宮に行く伊勢参りの人々は、富田の立場で休憩して焼き蛤を食べるのを一生で一度の旅の楽しみにしていた。
揖斐川・木曽川・長良川の木曽三川の河口では豊富な大河の恵みにより良質の蛤が育ち、伊勢湾を漁場とする近隣の富洲原地区の富田一色村の漁師から塩役運河で運搬されて富田に供給されていた。
中世の富田城の領主、南部氏は伊勢神宮から、富田御厨（みくりや）と呼ばれていた。
御厨とは神宮に捧げる食べ物の供給地のことで、富田一色の漁民は蛤などを伊勢神宮に供え物として捧げることにより伊勢湾の漁業権を得ていた。
歌川広重は『東海道五十三次（狂歌入東海道）』に富田立場を描き、その浮世絵には『乗り合いのちいか雀のはなしには　やき蛤も舌をかくせり』と詠まれた舌切り雀と貝の舌を結び付けた狂歌が記されている。
十返舎一九が執筆した『東海道中膝栗毛』では、富田で登場人物の喜多八による騒動が起きている。『富田の立場にいたりけるに ここはことに焼はまぐりのめいぶつ、両側に富田の茶屋軒を 並べ往来を呼びたつる声にひかれて茶屋に立ち寄り』とあり、弥次郎兵衛と喜多八の旅人2人が富田の焼き蛤でめしの昼食を食べたのはいいが、熱い焼き蛤が喜多八のへその下に落ちてやけどするはめになり、『膏薬は　まだ入れねども　はまぐりの　やけどにつけて　よむたはれうた』という狂歌がラストシーンである。
- 1868年（明治元年）9月20日に、遷都のために京都を出発して東京へと向かっていた明治天皇は同年9月25日に東富田村茶屋町（現在の四日市市立富田小学校付近の富田南町自治会）の『広瀬五郎兵衛』の邸宅で休憩して、富田の焼き蛤を賞味して「おいしいですね」と感想を述べた[3]。

## 調理方法
江戸時代の東海道五十三次には何か所か松並木があった。富田付近も松並木であり、松毬（まつかさ、松ぼっくり）を燃料にする江戸時代の桑名藩領の富田地域民の知恵も面白い歴史研究となっている。
江戸時代の歴史史料である『本朝食鑑』では、蛤の食べ方について「焼くが最上である。煮るが次である。辛子酢や生姜酢で生であえるのが良い」とされている。
さらに、「焼いて食べるには、松ぼっくりの火が最良であり、蕨火炭火を使用するのがそれに次ぐ第2番目の方法である」と記述されているが、その理由については同書中に面白い説明がある。
「およそ伊勢国の桑名藩である通称伊勢国桑名の伊勢湾の海の焼き蛤が良いとされているが、中でも最高級品である桑名藩領富田の焼き蛤について、富田の土地の人々の間では松ぼっくりで焼くと味が良くなり、蛤で食中毒する危険性がなくなると言われている。
また、松が枯れそうになった時に、富田の焼き蛤数個を砕いて根のまわりの溝に入れて土をかぶせておけばだんだんと蘇る。あるいは、焼き蛤の煮汁を冷まして溝に入れておくのが良い」旨が記述され、富田の焼き蛤と松の木は元々相性が良いか天性を持っているとしている。